# Pierre Assouline
Pierre Assouline (Casablanca, 17 aprile 1953) è uno scrittore, giornalista e blogger francese di origini marocchine.
Ha pubblicato una ventina di libri, tra cui molte biografie; ha contribuito a numerosi articoli e trasmissioni radiofoniche.
Ha collaborato alla rivista Lire in qualità di direttore di redazione, e a Le Nouvel Observateur; è cronista per Le Monde 2, supplemento del quotidiano Le Monde, sul cui sito tiene anche il blog La République des livres nonché critico per Le Nouvel Observateur. Pubblica, inoltre, con regolarità sulle riviste L'Histoire e Le Nouveau Magazine Littéraire.

## Biografia
Nato a Casablanca da famiglia ebraica marocchina, dopo aver passato l'infanzia in Marocco, raggiunge la Francia per frequentare il Lycée Janson-de-Sailly di Parigi, per poi studiare all'Università di Nanterre (Paris X), e all'Institut National des Langues et Civilisations Orientales e diventare giornalista.
Dopo aver lavorato per diverse agenzie di stampa (Apei, Asa Press, Fotolib) è entrato al "Quotidien de Paris" (1976-1978), poi a "France Soir" (1979-1983), mentre insegnava al Centre de perfectionnement des journalistes e collaborava alla rivista "L'Histoire" (1979).
A metà degli anni ottanta si è dedicato a scrivere libri di storia contemporanea, soprattutto d'ambito letterario e artistico, ricostruendo la storia di diversi francesi eccellenti con biografie di successo. Ha fatto quindi parte della rivista "Lire" (dal 1985), diventando direttore di redazione nel 1993.
Suoi programmi radio sono stati in onda su France Inter (1986-1990), RTL (1990-1999) e con una certa regolarità su France Culture.
È incaricato a tenere conferenze e corsi all'Institut d'études politiques di Parigi, per gli studenti del primo anno della scuola di giornalismo.
Nel settembre 2008, ha subito una condanna per diffamazione verso Maria Kodama (vedova di Jorge Luis Borges) per aver affermato senza prove che il suo matrimonio con lo scrittore argentino non poteva ritenersi valido e che il testamento era stato manipolato.
È membro del comitato culturale di Artcurial, galleria d'arte con vendite all'asta. Nel 2007 gli è stato assegnato il Prix de la langue française. Ha anche collaborato a qualche film, come produttore o sceneggiatore.
Dal 2012 fa parte dell'Académie Goncourt.

## Opere
- De nos envoyés spéciaux: les coulisses du reportage, 1977 (in collaborazione con Philippe Dampenon)
- Lourdes, histoires d'eau, 1980
- Les Nouveaux convertis: enquête sur des chrétiens, des juifs et des musulmans pas comme les autres, 1981, inchiesta
- Monsieur Dassault, 1983, biografia del pioniere dell'aeronautica
- Gaston Gallimard: Un demi-siècle d'édition française, 1984, 2006, biografia dell'editore delle edizioni omonime
- Une éminence grise, Jean Jardin, 1904-1976, 1988, biografia del politico e uomo d'affari francese
- L'Homme de l'art: D.-H. Kahnweiler, 1884-1979, 1989, biografia del famoso mercante d'arte (ed. italiana: Il mercante di Picasso. Vita di D. H. Kahnweiler (1884-1979), Garzanti, 1990 ISBN 88-11-73812-1)
- Le Flâneur de la rive gauche: entretiens avec Antoine Blondin, 1989, intervista
- Singulièrement libre: entretiens avec Raoul Girardet, 1990, intervista
- Albert Londres: Vie et mort d'un grand reporter, 1884-1932, 1990, biografia del giornalista
- Simenon, 1992, 1996, biografia dello scrittore belga (ed. italiana: Georges Simenon, Odoya, 2014 ISBN 978-88-6288-252-1)
- Germinal: l'aventure d'un film, 1993
- Hergé, 1993, 1998, biografia del creatore di Tintin
- L'épuration des intellectuels, 1996, sull'epurazione post-bellica
- Le dernier des Camondo, 1997, romanzo
- Le fleuve Combelle, 1997, 2003, romanzo
- La Cliente, 1998, romanzo (ed. italiana: La cliente, Guanda, 2000 ISBN 88-8246-224-2; ristampa in formato tascabile: Guanda, 2003 ISBN 88-8246-562-4)
- Henri Cartier-Bresson: L'Oeil du siècle, 1999, 2001, biografia del leggendario fotografo (ed. italiana: Henri Cartier-Bresson. Biografia di uno sguardo, Photology, 2006 ISBN 88-88359-22-2)
- Double Vie, 2000, romanzo
- Grâces lui soient rendues: Paul Durand-Ruel, le marchand des impressionnistes, 2002, biografia del mercante d'arte
- État limite, 2003, romanzo
- Lutetia, 2005, romanzo (Prix Maison de la Presse)
- Rosebud: éclats de biographies, 2006
- Desiree Dolron: exaltation, gaze, Xteriors, 2006 (in collaborazione con Mark Haworth-Booth)
- Le portrait, 2007, romanzo
- Brèves de blog. Le nouvel âge de la conversation, 2008
- Les invités, 2009, romanzo
- Autodictionnaire Simenon, 2009, antologia di citazioni da Georges Simenon
- Vie de Job, 2010, romanzo (Prix Méditerranée)